# Drive My Car (film)
Drive My Car (Japans: ドライブ・マイ・カー; Doraibu mai kā) is een Japanse film uit 2021, geregisseerd en mede geschreven door Ryusuke Hamaguchi. De film is voornamelijk gebaseerd op het gelijknamige korte verhaal van Haruki Murakami uit zijn verhalenbundel Mannen zonder vrouw uit 2014, maar ook geïnspireerd door andere verhalen uit dezelfde bundel. 

## Verhaal
Yusuke Kafuku (Hidetoshi Nishijima), een bekende toneelspeler en regisseur, is gelukkig getrouwd met Oto tot deze onverwacht overlijdt door een hersenbloeding. Terwijl hij nog steeds worstelt met het verlies van zijn vrouw staat hij twee jaar later op het punt een theaterstuk te regisseren voor een theaterfestival in Hiroshima. Tegen zijn zin krijgt hij de jonge vrouwelijke chauffeur Misaki toegewezen. 

## Rolverdeling
| Acteur              | Personage      |
| ------------------- | -------------- |
| Hidetoshi Nishijima | Yusuke Kafuku  |
| Tôko Miura          | Misaki Watari  |
| Masaki Okada        | Kōji Takatsuki |
| Reika Kirishima     | Oto Kafuku     |
| Park Yoo-rim        | Lee Yoo-na     |
| Satoko Abe          | Yuhara         |
| Jin Dae-yeon        | Gong Yoon-soo  |
| Sonia Yuan          | Janice Chang   |

## Productie
Drive My Car ging op 11 juli 2021 in première in de officiële competitie van het Filmfestival van Cannes. De film kreeg positieve kritieken van de filmcritici, met een score van 98% op Rotten Tomatoes, gebaseerd op 158 beoordelingen.

## Prijzen en nominaties
De belangrijkste:
| Jaar | Prijs          | Categorie                 | Genomineerde(n)           | Uitslag     |
| ---- | -------------- | ------------------------- | ------------------------- | ----------- |
| 2022 | Academy Awards | Beste film                | Beste film                | Genomineerd |
| 2022 | Academy Awards | Beste regie               | Ryusuke Hamaguchi         | Genomineerd |
| 2022 | Academy Awards | Beste bewerkte scenario   | Ryusuke Hamaguchi         | Genomineerd |
| 2022 | Academy Awards | Beste internationale film | Beste internationale film | Gewonnen    |